# Givisiez
Givisiez is een gemeente in het Franstalige gedeelte van het Zwitserse kanton Fribourg in het district Sarine.
Tot 1793 vormde Givisiez een gemeente met Granges-Paccot. De eerste in een oorkonde vermelde naam was Juvinsie in 1142, en daarna tot begin 19e eeuw Juvisy. Juvisei, Juvensiei, Juvisye, Juvisié, Juvisiez, Juvisie, Giuisie, Gevisier, Gevisiez, Jevisiez en Juvisier zijn ook allemaal gebruikt als aanduiding voor de plaats.
In Givisiez bevinden zich relatief een groot aantal bedrijven en industriële gebouwen, voornamelijk vanwege de nabijheid van de rijksweg A12. De primaire sector is bijna niet meer aanwezig in Givisiez.
Zowel de spoorlijn van Fribourg naar Murten als Fribourg naar Payerne lopen door Givisiez.